# Bobby Campo
Robert Joseph Camposecco, mais conhecido como Bobby Campo (Wheeling, 9 de março de 1983) é um ator norte-mericano.
Estreou no telefilme Vampire Bats, de 2005, neste filme ele foi creditado como Bobby Camposecco. Ele veio ganhando popularidade após estrelar o filme Legalmente Loiras. O filme que elevou a carreira de Bobby foi Premonição 4 Além de Aparecer na Série Scream Como Seth Branson

## Filmografia

### Filmes
| Ano  | Título                                                            | Papel               | Notas           |
| ---- | ----------------------------------------------------------------- | ------------------- | --------------- |
| 2005 | Vampire Bats                                                      | Don                 | Telefilme       |
| 2006 | 99                                                                | Yentle              |                 |
| 2007 | Katrina                                                           | Jason               | Telefilme       |
| 2009 | Coffee and Cream                                                  | Son                 | Curta-metragem  |
| 2009 | Legally Blondes                                                   | Chris Lopez         | Direto para DVD |
| 2009 | The Final Destination                                             | Nick O'Bannon       |                 |
| 2011 | Seance                                                            | Joey                |                 |
| 2011 | Queen                                                             | Jesse               | Curta-metragem  |
| 2011 | Love's Christmas Journey                                          | Erik Johnson        | Telefilme       |
| 2012 | Patti                                                             | Entrevistador (voz) | Curta-metragem  |
| 2012 | General Education                                                 | Brian Collins       |                 |
| 2012 | A Conversation About Cheating with My Time Travelling Future Self | Stan                | Curta-metragem  |
| 2013 | Snow Bride                                                        | Jared Tannenhill    | Telefilme       |
| 2014 | The Jazz Funeral                                                  | Billy               | [ 2 ]           |
| 2014 | Starve                                                            | Beck                |                 |
| 2016 | Atomic Shark                                                      | Kaplan              | Telefilme       |
| 2016 | My Christmas Love                                                 | Liam                | Telefilme       |
| 2017 | Sharing Christmas                                                 | Michael Kilpatrick  | Telefilme       |

### Televisão
| Ano  | Título                            | Papel          | Notas                                           |
| ---- | --------------------------------- | -------------- | ----------------------------------------------- |
| 2006 | South Beach                       | Steven         | Episódio: "Who Do You Trust"                    |
| 2008 | Greek                             | Trent          | Episódios: "A New Normal", "The Great Cappie"   |
| 2009 | Mental                            | Matt           | Episódio: "House of Mirrors"                    |
| 2009 | Law & Order: Special Victims Unit | Parker Hubbard | Episódio: "Solitary"                            |
| 2009 | CSI: Miami                        | Ethan Durant   | Episódio: "Bad Seed"                            |
| 2012 | Audrey                            | Ben / Ian      | 6 episódios                                     |
| 2013 | Justified                         | Yolo           | Episódio: "Decoy"                               |
| 2013 | Being Human (telessérie de 2011)  | Max            | 6 episódios                                     |
| 2013 | Grey's Anatomy                    | Brian          | Episódios: "Seal our fate"/"I Want You with Me" |
| 2013 | Masters of Sex                    | Dale           | Episódio: "Standard Deviation"                  |
| 2015 | CSI: Crime Scene Investigation    | Damon Harlow   | Episódio: "Merchants of Menace"                 |
| 2015 | Scream                            | Seth Branson   | 11 episódios (2015-2016)                        |